# F·X·加贝尔斯贝格
F·X·加贝尔斯贝格（1789年2月9日—1849年1月4日）是一位德国发明家，发明了一种德语速记法，称为加貝爾斯貝格速記法。